# Sofina
Sofina is een familiale investeringsvennootschap met activiteiten in Europa, Azië en de Verenigde Staten met focus op consumptiegoederen en detailhandel, digitale transformatie, onderwijs en gezondheidszorg. Het bedrijf is beursgenoteerd aan de Beurs van Brussel. Sofina heeft kantoren in België, Luxemburg en Singapore met ongeveer 76 werknemers onder de leiding van een internationale raad van bestuur. Op 31 december 2022 bedroeg het geauditeerd eigen vermogen € 9,3 miljard.

## Geschiedenis
De 'Société Financière de Transports et d'Enterprises Industrielles S.A.' (SOFINA) werd in 1898 opgericht als naamloze vennootschap naar Belgisch recht.  De initiatiefnemers waren de Duitse groep Union Elektricitäts-Gesellschaft (UEG), een dochterbedrijf van het Amerikaanse General Electric, en Belgische financierders (36% van de aandelen) waaronder: Banque Josse Allard, Banque Cassel en Banque Jules Matthieu & fils.
Tijdens de eerste jaren van haar bestaan was de vennootschap een kleine investeringsmaatschappij met kleine participaties in trambedrijven. Dit veranderde met de komst van de Amerikaanse ingenieur Dannie Heineman in 1905. Onder zijn leiding werd er geïnvesteerd in grote infrastructuurvoorzieningen, zoals concessies voor elektrisch aangedreven trams in Europese en Zuid-Amerikaanse steden. In 1910 kreeg Sofina een beursnotering.
Na de Tweede Wereldoorlog concentreerde het bedrijf zijn investeringen vooral in de Verenigde Staten, met name in de energiesector. In de jaren 1950 traden de huidige familiale aandeelhouders toe tot het kapitaal van de vennootschap.
In 1988 versterkte de familie van de erfgenamen van Gustave Boël hun aandeelhouderschap in Sofina en kreeg 56% van de aandelen in bezit. Yves Boël kwam aan het roer te staan van het bedrijf en koos voor een diversificatiestrategie die gericht was op zowel investeringen in Europa, verspreid over verschillende sectoren: detailhandel, financiële producten en luxegoederen als op verschillende bekende private equity-fondsen in de Verenigde Staten.
In 2011 verhoogde het bedrijf zijn activiteiten met investeringen in internationale groeisectoren. Vanaf 2015 kwam er een derde investeringsstrategie bij, die voornamelijk gericht was op India en de Volksrepubliek  China. Het bedrijf opende daartoe kantoren in Singapore. In 2017 werd voor het eerst meer dan de helft van de portefeuille geïnvesteerd buiten Europa.
In 2019 onderschreef Sofina de United Nations Principles for Responsible Investment (UNPRI) in de context van zijn engagement inzake maatschappelijk verantwoord ondernemen.

## Investeringen
Per jaareinde 2022 had Sofina investeringen en beleggingen in handen ter waarde van € 9,3 miljard. Sofina is wereldwijd actief en de verdeling is redelijk gelijk verdeeld over de drie regio's, Europa, Noord-Amerika en Azië. Van het vermogen was 28% vastgelegd in het segment consument en detailhandel, 21% in digitale transformatie, gezondheidszorg (15%), educatie (15%) en overig (21%). Voor de helft van het vermogen draagt Sofina directe verantwoordelijkheid in de keuze van de investeringen, de andere helft wordt door derden beheerd.
Sofina had in 2023 investeringen in een vijfenzestigtal bedrijven, waaronder ByteDance, Dott, Collibra en Vinted. In het verleden had Sofina ook belangen in Giphy (nu onderdeel van Meta) en Flipkart (nu onderdeel van Walmart).

### Waardeontwikkeling
Ontwikkeling netto vermogens waarde in euros per aandeel Sofina per jaarultimo.

## Bestuur
| Periode    | CEO                       |
| ---------- | ------------------------- |
| 1961-1996  | Yves Boël                 |
| 1996-2008  | Richard Goblet d'Alviella |
| 2008-heden | Harold Boël               |

| Periode    | Voorzitter                |
| ---------- | ------------------------- |
| 1988-2011  | Yves Boël                 |
| 2011-2014  | Richard Goblet d'Alviella |
| 2014-2021  | David Verey               |
| 2021-heden | Dominique Lancksweert     |